# 3449 Abell
Abell este un asteroid cu numărul 3.449. A fost descoperit de astronomii Eleanor F. Helin și Schelte J. Bus în observatorul de pe Monte Palomar (Statele Unite), pe 7 noiembrie 1978. La descoperire, a primit numele de 1978 VR9. Numele lui actual oficial este în onoarea astronomului George Ogden Abell.
Face parte din centura principală de asteroizi. Asteroidul 3449 Abell prezintă o orbită caracterizată printr-o semiaxă majoră de 3,0752517 UA și de o exentricitate de 0,1615503, înclinată cu 2,04737° față de ecliptică.
1. 1 2 3  JPL Small-Body Database, accesat în 5 noiembrie 2023